# Монгольская академия наук
Монгольская академия наук (МАН) (монг. Монгол улсын Шинжлэх ухааны Академи) — ведущее монгольское государственное научное учреждение, деятельность, которого направлена на развитие науки и культуры путём проведения научных исследований, а также для поддержки экономического, социального и культурного развития страны. МАН выполняет консультативные функции для правительства и государственных органов Монголии.

## История
Создана Указом Президиума Великого Хурала (Ассамблеи) Монгольской Народной Республики в мае 1961 года в Улан-Баторе.
Монгольская АН была основана на базе Института рукописей и манускриптов (Sudar biczgijn chüreelen), начавшего свою деятельность в 1921 году. Первым директором был Цыбен Джамьян. Одним из основателей института был Цыбен Жамцарано.
Главное задание деятельности института — сбор документальных материалов по истории, филологии и этнографии Монголии, ведение реестра археологических открытий.
С 1927 года в ведении Института рукописей был также государственный архив Монголии.
В 1931 году Институт был переименован в Научный комитет (до 1929 — Учёный комитет) и начал, кроме прочего, заниматься исследованиями в области ботаники, сельского хозяйства, географии, геологии и картографии.
В конце 1930-х гг. возник конфликт между Институтом и партийными органами, Цыбен Жамцарано был уволен и направлен для дальнейшей работы в Институте востоковедения АН СССР в г. Ленинграде, где позже репрессирован.
В 1961 году в составе МАН было создано три отделения: общественных наук (институты истории, литературы и языка, философии, социологии и права, экономики, отдел востоковедения), биологии и наук о Земле (институты общей и экспериментальной биологии, биологически активных веществ, ботаники, географии и мерзлотоведения, геологии), физико-математических и химических наук (институты физики, химии, математики с вычислительным центром).
Академия располагала научной фундаментальной библиотекой, обсерваторией, издательством, издавала ежеквартальный журнал «БНМАУ-ын Шинжлэх ухааны академийн мэдээ» («Известия Академии наук МНР», 1961). В системе АН МНР в 1973 году работало около 700 научных сотрудников. АН МНР осуществляла научно-методическое руководство отраслевыми научно-исследовательскими учреждениями министерств и ведомств.
В 1991 году — 50 действительных членов, имелось 7 секций, свыше 60 НИИ, обсерваторий, научно-исследовательских станций.
Первым Президентом АН МНР стал академик Базарын Ширендыб (1912—2001), возглавлявший её до 1981 года. С 1987 по 1991 год во главе академии стоял физик Содном Намсарай.
В мае 1996 года Академию возглавил академик Баатарын Чадраа. Был принят новый Устав МАН. Руководящими органами МАН являются Генеральная Ассамблея, Президиум и Президент Академии. Президиум является постоянным коллегиальным органом управления. Президиум Академии сообщает Генеральной Ассамблее о наиболее важных резолюциях, принятых в период между сессиями Генеральной Ассамблеи. Президент Академии выступает в качестве советника по науке и технике премьер-министра и президента Монголии.
Ныне члены Академии избираются на её Генеральной Ассамблее. До 1991 года было две категории членства: члены АН МНР и действительного члена АН МНР, с 1991 года есть только действительный член МАН.
Академия проводит политику поощрения научной деятельности молодых учёных.
Финансирование Монгольской академии наук осуществляется правительством.

## Издания МАН
МАН продолжает выпуск ежеквартального журнала «Труды Монгольской академии наук», созданного в 1961 году, а с 1996 года также ежемесячную научную газету. Кроме того, каждый научно-исследовательский институт выпускает научный ежегодник.

## Награды МАН
Академия учредила награды — Золотую медаль и почётный диплом «Хубилай хаан», которым награждаются за научные заслуги. Также есть три премии в категории «За лучшие работы», которыми премируют раз в два года.

## Институты МАН
Под непосредственным руководством Монгольской академии наук в разное время было создано 17 научно-исследовательских институтов и центров:
- Институт языка и литературы (1921)
- Институт истории (1921)
- Институт географии (1926)
- Институт астрономии и геофизики (1957)
- Институт физики и технологии (1961)
- Институт химии и химической технологии (1961)
- Институт ботаники (1961)
- Центр палеонтологии (1964)
- Институт биологии (1965)
- Институт геологии и минеральных ресурсов (1966)
- Институт международных исследований (1968)
- Институт философии, общества и права (1972)
- Институт Информатики (1987)
- Институт геоэкологии (1997)
- Международный институт изучения кочевой цивилизации (1998)
- Институт национального развития (1999)
- Институт археологии (2002)

МАН поддерживает контакты с 70 академиями наук и научными организациями многих зарубежных стран.